# Gmina Mełgiew
Die Gmina Mełgiew ist eine Landgemeinde im Powiat Świdnicki der Woiwodschaft Lublin in Polen. Ihr Sitz ist das gleichnamige Dorf mit etwa 1000 Einwohnern.

## Gliederung
Zur Landgemeinde Mełgiew gehören folgende Ortschaften mit einem Schulzenamt:
Dominów
Franciszków
Jacków
Janowice
Janówek
Józefów
Krępiec
Krępiec II
Krzesimów I
Krzesimów II
Mełgiew I
Mełgiew II
Minkowice
Minkowice-Kolonia
Nowy Krępiec
Piotrówek
Podzamcze
Trzeciaków
Trzeszkowice
Żurawniki
Ein weiterer Ort der Gemeinde ist Lubieniec.